# 彭名
彭名，春秋时期楚国将领。
前597年（周定王十年、魯宣公十二年、楚庄王十七年），邲之战。楚庄王的战车一广三十辆，共分为左右两广。右广在早晨鸡鸣时套车，中午卸车；左广接替右广，太阳落山卸车。许偃驾御右广的指挥车，養由基作为车右；彭名驾御左广的指挥车，屈荡作为车右。六月十四日，楚庄王乘坐左广的指挥车，追赶赵旃。前589年（周定王十八年、魯成公二年、楚共王二年），令尹子重率军与许国、蔡國发动阳桥战役攻打卫国、鲁国，以援助鞌之戰被晋国攻打的齐国。彭名驾御战车，蔡景侯作为车左，許靈公作为车右。两位国君还没有成年，都勉强行了冠礼。前575年（周简王十一年、鲁成公十六年、楚共王十六年），鄢陵之战。步毅驾御晉厲公的战车，欒鍼作为车右。彭名驾御楚共王的战车，潘党作为车右。石首驾御鄭成公的战车，唐苟作为车右。前569年（周灵王三年、鲁襄公四年、楚共王二十二年）夏，由于陈国缺乏礼节，楚国的彭名攻打陈国。